# 番場秀一
番場 秀一（ばんば しゅういち、1972年 - ）は、主にミュージック・ビデオを手掛ける映像作家。京都府峰山町出身。

## 概要
神戸学院大学卒業。大学在学中よりVシネマのアシスタントをし、1995年、映像制作会社フィッツロイに入社。
映像作家の丹修一に出会い、師事。1997年にはフリーの映像作家となり、2005年より映像制作会社 祭(MAZRI)に所属。
SPACE SHOWER Music Video Awardsでは数々の賞を受賞。
the HIATUSに映像クリエーターとして参加していた。
「東京音℃」でショートショートフィルムフェスティバル2017 Cinematic Tokyo部門最優秀賞/都知事賞を受賞。

## 監督した主なMV
- ゆず - 「シシカバブー」「桜会」
- FANATIC◇CRISIS - 「SLEEPER」（初監督作品）
- BUMP OF CHICKEN - 共同監督含め、メジャーデビューから2013年の「虹を待つ人」までの全作品（「涙のふるさと」「smile」「グッドラック」を除く）および「ファイター」、「Hello,world!」
- THEE MICHELLE GUN ELEPHANT - 「デッドマンズ・ギャラクシー・デイズ」他
- the HIATUS - 「The Flare」「The Ivy」
- ROSSO - 「バニラ」「アウトサイダー」
- The Birthday - 「KIKI The Pixy」
- Superfly - 「How Do I Survive?」「My Best Of My Life」「恋する瞳は美しい」「やさしい気持ちで」「Rollin' Days」「Eyes On Me」「Wildflower」「Free Planet」「愛をくらえ」「Bi-Li-Li Emotion」「Beautiful」「Good-bye」
- くるり - 「虹」「青い空」「春風」「everybody feels the same」
- JIGHEAD - 「バックラッシュ」
- Salyu - 「Tower」「I BELIEVE」
- エレファントカシマシ - 「桜の花、舞い上がる道を」「幸せよ、この指にとまれ」「赤き空よ!」「明日への記憶」「いつか見た夢を」
- 布袋寅泰 - 「DESTINY ROSE」「RUSSIAN ROULETTE」
- 椎名林檎 - 「ギブス」「闇に降る雨」「アイデンティティ」「真夜中は純潔」「茎-STEM-」「迷彩」「映日紅の花」「la salle de bain」「りんごのうた」「この世の限り」
- 東京事変 - 「修羅場」
- ともさかりえ - 「少女ロボット」
- レミオロメン - 「モラトリアム」「南風」
- 鬼束ちひろ - 「ROLLIN'」「流星群」「茨の海」「infection」「King of Solitude」
- 小島麻由美  - 「甘い恋」「ロックステディ ガール」「ポルターガイスト」他
- いきものがかり - 「コイスルオトメ」
- RHYMESTER - 「WELCOME2MYROOM」
- BENNIE K - 「Sky」「Better Days」
- マボロシ - 「SLOW DOWN!」「THEワルダクミ」
- スピッツ - 「さわって・変わって」「ルキンフォー」
- チャットモンチー - 「橙」
- DOES - 「修羅」「曇天」「バクチ・ダンサー」
- Aqua Timez - 「小さな掌」「虹」「最後までⅡ」
- pe'zmoku - 「ギャロップ」
- unkie - 「blink」
- nano.RIPE - 「パトリシア」「フラッシュキーパー」「ハナノイロ」「面影ワープ」
- AA= - 「#3」
- TK from 凛として時雨 - 「haze」「unravel」「Fantastic Magic」
- WHITE ASH - 「Velocity」「ジャパンカップ」「Crowds」
- plenty - 「待ち合わせの途中」「傾いた空」「体温」
- 渋沢葉 - 「ダーリン」
- THEラブ人間 - 「アンカーソング」「体は冷たく、心臓は燃えている」
- chara - 「hug」
- ストレイテナー - 「シンデレラソング」
- 嵐 - 「P・A・R・A・D・O・X」
- 大橋トリオ - 「マチルダ」「愛で君はキレイになる」「The Day Will Come Again」
- the dresscodes - 「トートロジー」
- フラワーカンパニーズ - 「ロスタイム」
- 大森靖子 - 「きゅるきゅる」「マジックミラー」「ドグマ・マグマ」「draw(A)drow (大森靖子 Ver.)」「絶対絶望絶好調」「VAIDOKU」
- 斉藤和義 - 「攻めていこーぜ!」
- AKB48 - 「あの頃の五百円玉」
- 乃木坂46 - 「急斜面」
- 東京スカパラダイスオーケストラ - 「道なき道、反骨の。」「Girl On Saxophone X」「メモリー・バンド」
- 東京スカパラダイスオーケストラ feat. Ken Yokoyama - 「さよならホテル」
- SHISHAMO - 「夏の恋人」「BYE BYE」「ハッピーエンド」
- 秦基博 - 「70億のピース」
- ドレスコーズ - 「人間ビデオ」
- Brian the Sun -「パトスとエートス」
- Utopia League  - 「TOKYO」
- Ivy to Fraudulent Game - 「Dear Fate,」「夢想家」「革命」　「Paralle」
- yonige - 「さよならプリズナー」「ワンルーム」
- HARUHI - 「ソラのパレード」
- polly - 「狂おしい」「花束」「沈めてくれたら」
- 爆弾ジョニー - 「EVe」
- CRCK/LCKS - 「Get Lighter」
- スキマスイッチ - 「ミスターカイト」
- 天才バンド - 「僕らのLove song」
- 有安杏果 - 「ヒカリの声」
- Caravan - 「Retro」
- マカロニえんぴつ - 「ボーイズ・ミーツ・ワールド」
- 森山直太朗 - 「人間の森」「最悪な春」
- back number - 「HAPPY BIRTHDAY」「エメラルド」「ARTIST」
- CARRY LOOSE - 「にんげん」
- みゆな - 「ふわふわ」「ユラレル」「グルグル」
- Reol - 「SAIREN」「激白」「1LDK」「第六感」
- Her knuckle - 「変わり者がなんだ」

## 監督した主な映画
- 短篇キネマ 百色眼鏡-主演:小雪/小林賢太郎/大森南朋/椎名林檎
- ミッシェル・ガン・エレファント"THEE MOVIE"-LAST HEAVEN 031011-（09.11）-主演:THEE MICHELLE GUN ELEPHANT
- BUMP OF CHICKEN WILLPOLIS2014 劇場版-主演:BUMP OF CHICKEN
- 東京音℃ -主演:ハラサオリ/小林歩乃佳/小森真理子/ナマダ

## その他の作品
- 有安杏果『ココロノセンリツ ～Feel a heartbeat～ Vol.0』2016年7月3日 横浜アリーナで開催。普段はももいろクローバーZのメンバーである有安の自身初となるソロライブ公演を収録。
- BUMP OF CHICKEN『人形劇ギルド』 -    バンドメンバーが脚本、挿入曲を担当し、映像を番場が一年がかりで手がけた、ストップモーション「人形劇」作品。声優を使わず、セリフは字幕のみで物語が展開する。
- シティボーイズミックス PRESENTS だめな人の前をメザシを持って移動中（2004年）。映像監督。
- スピッツ『JAMBOREE TOUR 2009 〜さざなみOTRカスタム at さいたまスーパーアリーナ〜』
- スピッツ『とげまる20102011』
- エレファントカシマシ『デビュー25周年記念 SPECIAL LIVE さいたまスーパーアリーナ』
- スピッツ『JAMBOREE 3 "小さな生き物"』
- 東京スカパラダイスオーケストラ『35th Anniversary Live スカパラ甲子園』